# 金在允
金在允（：／ Kim Jae-yun，1958年3月9日—），是大韩民国的政治人物，第13任釜山廣域市金井区區廳長。

## 選舉
2022年3月，正式被確定為國民力量釜山金井區區廳長候選人。2022年6月，在與謀求連任的共同民主黨籍的區廳長鄭美英的爭鬥中，獲得大多數選票，成功當選。